# Cyanocorax
Cyanocorax é um género de aves passeriformes da família dos corvídeos que compreende várias espécies de gralhas nativas das Américas. São conhecidos popularmente como gralha (português brasileiro) ou gaio (português europeu).
O género tem dezessete espécies, é dominante na América Central e existem várias espécies relacionadas na América do Sul. São endêmicas dos neotrópicos do Novo Mundo.

## Espécies
Estão descritas dezessete espécies e vinte e sete subespécies. Certas classificações consideram uma décima oitava espécie.
| Imagem | Nome científico                 | Nome comum               | Distribuição                                                 |
| ------ | ------------------------------- | ------------------------ | ------------------------------------------------------------ |
|        | Cyanocorax melanocyaneus        | Gralha-hondurenha        | Guatemala, El Salvador, Honduras e Nicarágua                 |
|        | Cyanocorax sanblasianus         | Gralha-de-San-Blas       | México                                                       |
|        | Cyanocorax yucatanicus          | Gralha-de-Iucatã         | Península de Iucatã                                          |
|        | Cyanocorax beecheii             | Gralha-de-costas-púrpura | México                                                       |
|        | Cyanocorax violaceus            | Gralha-violácea          | Bolívia, Brasil, Colômbia, Equador, Guiana, Peru e Venezuela |
|        | Cyanocorax caeruleus            | Gralha-azul              | Brasil, Paraguai e Argentina                                 |
|        | Cyanocorax cyanomelas           | Gralha-cinza             | Argentina, Bolívia, Brasil, Paraguai e Peru                  |
|        | Cyanocorax cristatellus         | Gralha-do-campo          | Brasil                                                       |
|        | Cyanocorax (he ilprini) hafferi | Gralha-da-campina        | Brasil                                                       |
|        | Cyanocorax dickeyi              | Gralha-tufada            | Sierra Madre Ocidental de Sinaloa e Durango no México        |
|        | Cyanocorax affinis              | Gralha-de-peito-preto    | Colômbia, Venezuela, Panamá e Costa Rica                     |
|        | Cyanocorax mystacalis           | Gralha-de-cauda-branca   | Equador e Peru                                               |
|        | Cyanocorax cayanus              | Gralha-da-guiana         | Brasil, Guiana Francesa, Guiana, Suriname e Venezuela        |
|        | Cyanocorax heilprini            | Gralha-de-nuca-azul      | Brasil, Colômbia e Venezuela                                 |
|        | Cyanocorax chrysops             | Gralha-picaça            | Brasil, Bolívia, Paraguai, Uruguai e Argentina               |
|        | Cyanocorax cyanopogon           | Gralha-cancã             | Brasil                                                       |
|        | Cyanocorax luxuosus             | Gralha-verde             | Estados Unidos até Honduras                                  |
|        | Cyanocorax yncas                | Gralha-inca              | Colômbia, Venezuela, Equador, Peru e Bolívia                 |

Alguns ornitólogos consideram a gralha-verde e o gralha-inca coespecíficas, como o C. yncas luxuosus sendo a gralha-verde e o C. yncas yncas sendo a gralha-inca.

## Sistemática

### Taxonomia
Cyanocorax hafferi é uma espécie recentemente descrita. No entanto, a proposta N ° 635 ao Comitê de Classificação da América do Sul (SACC) para o reconhecimento da espécie foi rejeitada, sendo caracterizada como uma variação geográfica de C. heilprini. É reconhecido pelo Comitê Brasileiro de Registros Ornitológicos (CBRO) na Lista Brasileira de Aves - 2014. Tanto o Congresso Ornitológico Internacional (IOC - Versão 5.4 - 2015) quanto a Clements Checklist v. 2015 consideram a como subespécie C. heilprini hafferi.
A espécie Cyanocorax luxuosous não foi listada na Clements Checklist v. 2015, que o considera pertencente ao grupo politípico Cyanocorax yncas (Grupo luxuosous) e é considerado como espécie separada pelo IOC a depender de revisão da American Ornithologist's Union (AOU).

### Descrição original
O género Cyanocorax foi introduzido pelo zoólogo alemão Friedrich Boie em 1826, com a gralha-picaça (Cyanocorax chrysops) como espécie-tipo.

### Etimologia
O nome genérico é derivado das palavras gregas κυανος (kuanos), que significa "azul escuro", e κοραξ (korax), que significa "corvo". Numa tradução literal: "corvo azul escuro".